# تیغ‌پشت نواری دشت
تیغ‌پشت نواری دشت(نام علمی: Hemicentetes semispinosus) نام یک گونه از سرده تیغ‌پشت‌های نواری است.